# خورخي سولاري
خورخي راؤول سولاري (بالإسبانية: Jorge Solari)‏ (ولد في 11 نوفمبر 1941) هو لاعب كرة قدم ومدرب أرجنتيني سابق.

## مناصبه التدريبية
- روزاريو سنترال
- تيكوس
- جونيو دي بارانكويلا
- ديبورتيفو لوس ميلوناريوس
- فيليز سارسفيلد
- نيولز أولد بويز
- إنديبندينتي
- نادي تينيريفي
- نيولز أولد بويز
- المنتخب السعودي لكرة القدم
- يوكوهاما مارينوس
- روزاريو سنترال
- نادي أمريكا
- أرجنتينوس جونيورز
- نادي برشلونة الإكوادوري
- ألماجرو
- تيرو فيديرال

نادي برشلونة الإكوادوري
- ألماجرو
- تيرو فيديرال
- أتليتيكو توكومان

## روابط خارجية
- خورخي راؤول سولاري على موقع الاتحاد الدولي (مؤرشف)  (الإنجليزية)
- خورخي راؤول سولاري على موقع الاتحاد الأوربي (الإنجليزية)
- خورخي راؤول سولاري على موقع قاعدة بيانات كرة القدم.إي يو (الإنجليزية)
- خورخي راؤول سولاري على موقع ناشيونال فوتبول تيمز (الإنجليزية)
- خورخي راؤول سولاري على موقع Soccerway.com (الإنجليزية)
- خورخي راؤول سولاري على موقع عالم كرة القدم.نت (الإنجليزية)
- خورخي راؤول سولاري على موقع GSA (الإنجليزية)